# Аххіява
Аххіява  — давньогрецька (ахейська) держава на території Мала Азія, що існувала в пізній бронзовій добі XV - XII ст. до н.е. Боролася за гегемонію в Анатолії з Хеттською державою. Припинила існування під час навади «народів моря» чи племенного союзу мушків.
Записи місцевого населення лінійного письма Б надають мало інформації про політичну організацію, але археологічні міркування роблять дуже ймовірним, що місто Мікени було столицею цього царства. Танаю (Тні) з єгипетських написів 18-ї династії, ймовірно, стосується того ж політичного утворення. 

## Назва
Назва Аххіява позначає царство пізньої бронзової доби, розташоване в материковій Греції та на островах Егейського моря, народ якого відомий вченим сьогодні як мікенці. Основні відомості про її існування міститься в хеттських текстах. З лувійської мови Аххіява (Aḫ-ḫi- i̯a-u̯a-a) перекладається як «Ахійська держава». Незважаючи на незначні фонологічні труднощі, назву Аххіява (раніша форма Аххія), яка зустрічається лише в хеттських клинописних документах, слід ототожнювати з етнічним ім'ям ахейці, засвідченим у гомерівських поемах. З огляду на це дослідники її зіставляють з Ахейською Грецією. Тим не менш, спроби ідентифікувати конкретних ахійців та західних анатолійців, згаданих у хеттських джерелах, з персонажами «Іліади» чи «Одіссеї», є сумнівними.

## Розташування
Тривалий час вважалося, що існувала на островах Егейського моря або на Балканському півострові — в Афінах (Аттика), Фівах (Беотія) або Аргосі або Мікенах (Ф. Шахермейр і X. Гютербок), Крит (Дж. Пейдж). Втім дослідження хеттських текстів довели, що напевне розташовувалася на заході Малої Азії (Т. В. Гамкрелідзе і В. В. Іванов). Ймовірно її центром був Мілет, в хеттських текстах названий Мілаванда, або Сіпіл.

## Історія
Ймовірно початок утворенню було покладено в XV ст. до н. е., про що свідчать археологічні дослідження Мілету. Тут вже тоді розташовувалися значні поселення ахейців. Поруч виявлено 25 городищ. Відомо, що вже тоді ахейці перебували в Колофоні, Пітані, Іасосі, Галікарнасі. У 1450—1430-х роках до н. е. були захоплені мійнойські поселення на Кносі та в Карії.
З початку XIV ст. до н.е. Хатті та Аххіява неодноразово конфліктували на перетині своїх сфер впливу: на західному узбережжі Анатолії. Тут мікенці створили плацдарм на материку в Мілеті (хеттська Міллаванда), звідки ахійці розпалювали заворушення проти хеттських васалів у цьому районі. Однак, схоже, що прямого протистояння між Хатті та Аххіявою завжди уникали, оскільки навіть коли хети захопили Міллаванду, представники та прихильники Аххіяви відступили «за море».
Перша згадка про Аххіяву припадає на час панування царя Тудхалії II. У 1370-х роках до н. е. Аттарсія, царя Аххіяви, втрутився у боротьбу за трон в державі Арцава. Невдовзі іншого претендента підтримав Арнуванда I, цар хеттів. Останній поставив на трон Арцави Маддуватту, але той невдовзі перейшов на бік Аххіяви і разом з Аттарсією атакував Аласію, що перебувала під зверхністю хеттського володаря.
У 1330 році до н. е. Аххіява підтримувала коаліцію на чолі із Арцавою. Після поразки останньої надала прихисток арцавському цареві Уххациті. Можливо після цього Аххіява також вступила у війну проти хеттів, але їх міста Апас (Ефес) було зруйновано. В цей час правив аххіявський цар Атрія. 1310-х роках до н. е. почався відкритий конфлікт з хеттським царем Мурсілі II, який завдав поразки аххіявському війську. За різними гипотезами Аххіява вимушена була сплатити одноразову данину або визнати номінальну зверхність Хеттської держави.
У 1300 році до н. е. почалася боротьба Аххіяви з хеттами за владу над Троєю (в хеттських текстах Вілусою), що тривала до 1270 року до н. е. Мирний договір було укладено при хеттському цареві Хаттусілі III. Ймовірно ця війна стала основою для створення гомерівського епосу «Іліада» (Троянська війна). В хеттських текстах згадується цар (або царя) Талакалава (Тавагалава), що брав участь у цій війні. Деякі дослідники зіставляють його з Етеоклом з «Фіванського циклу» давньогрецьких міфів. Потім той же аххіявський володар брав участь у боротьбі за Лукку.
Договір XIII століття між Хатті та її сирійським васалом Амурру (у північному Лівані) передбачає, що останній припинить будь-яку торгівлю між Аххіявою та ворожою Хатті Ассирією, яка проходить через її територію. Дійсно, значна кількість мікенського матеріалу, головним чином кераміки, була виявлена на сучасних прибережних пам'ятках у Сіро-Палестині. Натомість існує дуже мало археологічних чи текстових доказів обміну між самими Хатті та Аххіявою.
Близько 1240 року Аххіява очолила коаліцію держав Західної Малої Азії проти Тудхалії IV, правителя хеттів. Втім ця коаліція зазнала важкої поразки, внаслідок чого хетти перестали вважати Аххіяву «великою державою».
Відновлення потуги Аххіяви відбувається близько 1200 року до н. е. Втім вже до 1150-х років до н. е. воно розпалося внаслідок тиску «народів моря» (прафригійці) або мушки. Ймовірно нащадками стали міста-держави Ефес і Мілет.

## Державний устрій
Практично всі історичні дані щодо Аххіїви містяться в хеттських архівах, тексти яких іноді включають її (завжди неназваного) правителя серед Великих царів тієї епохи. Аххіява розглядалася хеттами як «велике царство», чий володар вважався рівним по статусу великого царя Хатті і в мирний час дипломатично іменувався його «братом». Дослідники вважають, що влада царя обмежувалася радою старійшин або військовими зборами. Інші вчені розглядають Аххіяву як військово-політичний союз на чолі із вождем (басилевсом).

## Військо
Основу становили колісниці. Також є згадки про піхоту. Також Аххіява мала значний флот. Напевне її належали острови поблизу Малої Азії, звідси аххіявський флот здійснював піратські напади.